# Kerry (Oregon)
Kerry az Amerikai Egyesült Államok északnyugati részén, Oregon állam Columbia megyéjében elhelyezkedő önkormányzat nélküli település.
A település a Columbia & Nehalem River Railroad meghosszabbítása miatt jött létre; névadója Albert S. Kerry favágó. A posta 1917 és 1938 között működött. Az 1920-as években kétszáz lakosa volt.

## Fordítás
- Ez a szócikk részben vagy egészben  a   Kerry, Oregon című angol Wikipédia-szócikk ezen változatának fordításán alapul.  Az eredeti cikk szerkesztőit annak laptörténete sorolja fel. Ez a jelzés csupán a megfogalmazás eredetét és a szerzői jogokat jelzi, nem szolgál a cikkben szereplő információk forrásmegjelöléseként.